# Flujo electroosmótico
El flujo electroosmótico (EOF electro-osmotic flow), o efecto electro-osmótico es el movimiento de un fluido a través de un conducto de muy pequeño diámetro como un capilar o un microcanal cuando se aplica un campo eléctrico.
El efecto electro-osmótico es utilizado en bioquímica para la purificación mediante electroforesis capilar y en dispositivos de microfluidos.
El flujo electro-osmótico está causado por la fuerza de Coulomb inducida por un campo eléctrico sobre la carga eléctrica móvil neta en una solución. 
El flujo electro-osmótico se utiliza habitualmente en los dispositivos microfluídicos en el análisis y procesamiento de suelos y en el análisis químico, todos los cuales implican sistemas con superficies altamente cargadas, a menudo de óxidos.
Un ejemplo de uso es la electroforesis capilar, en la que se utilizan campos eléctricos para separar sustancias químicas en función de su movilidad electroforética aplicando un campo eléctrico a un capilar estrecho, normalmente de sílice. En las separaciones electroforéticas, el flujo electroosmótico afecta al tiempo de elución de los analitos.